# Apolipoprotein E
Apolipoprotein E (ApoE) ist ein Apolipoprotein, ein Protein, das als Bestandteil bestimmter Protein-Fett-Verbindungen (Lipoproteine) eine wichtige Rolle im Fettstoffwechsel des Menschen und anderer Wirbeltiere spielt.

## Physiologische Funktion
ApoE ist ein wichtiges Apolipoprotein der Chylomikronen der Wirbeltiere und bindet rezeptorspezifisch unter anderem an Leberzellen. ApoE hat die Funktion, Triglyzerid-reiche Lipoproteinbestandteile zu verstoffwechseln. Mutationen in ApoE können u. a. mögliche Ursachen für eine familiäre (genetisch bedingte) Dyslipidämie sein.
Das Protein ApoE besteht aus 299 Aminosäuren und transportiert Triglyzeride, fettlösliche Vitamine und Cholesterin zuerst in die Lymphbahn und dann ins Blut. ApoE wird vor allem in der Leber exprimiert, aber auch in Gehirn, Nieren und Milz. Im Gehirn produzieren vor allem Mikroglia- und Astrogliazellen ApoE. Neuronen exprimieren vor allem Rezeptoren für ApoE, von denen sieben verschiedene bekannt sind. Sie gehören zur Familie der LDL-Rezeptoren.

## Genetische Varianten und ihr Einfluss auf Erkrankungsrisiken
Das menschliche (humane) ApoE-Gen befindet sich auf Chromosom 19, wo es in drei wichtigen Allelen auftritt, nämlich als ApoE2 oder ApoE3 oder ApoE4. Die entsprechenden Proteine unterscheiden sich nur in einer einzigen Aminosäure an Position 112 beziehungsweise 158, haben aber großen Einfluss auf das Leben der betroffenen Menschen:
- E2 spielt eine Rolle bei der Erbkrankheit Typ-III-Hyperlipoproteinämie und sowohl bei erhöhtem als auch bei vermindertem Risiko für Atherosklerose.
- E3 ist die Form, die bei etwa 64 % der Bevölkerung homozygot auftritt und als normale Variante bezeichnet wird.[2]
- E4 spielt eine Rolle bei Atherosklerose und Alzheimer-Krankheit,[3] beeinträchtigter kognitiver Funktion und reduziertem Neuritenwachstum.

Jeder Mensch hat zwei Allele, welche zusammen zu seinem Genotyp gehören. In mitteleuropäischen Populationen ist der Genotyp ApoE 3,3 (d. h. je ein ApoE3 auf beiden Chromosomen 19) mit ca. 60 % am häufigsten, gefolgt von ApoE 3,4 mit etwa 20 bis 25 %. Seltenere Genotypen sind ApoE 2,3 (ca. 13 %), ApoE 4,4 (ca. 1,7 %), ApoE 2,4 (ca. 1,3 %) und ApoE 2,2 (ca. 0,5 %). Teilweise deutlich höhere Frequenzen des ApoE-4-Allels lassen sich in Nordeuropa finden, niedrigere in Südeuropa. In einigen Teilen Afrikas sind ebenfalls hohe ApoE-4-Raten zu finden, eher niedrige hingegen in Asien.
Menschen mit den  Genotypen ApoE 4,4 und ApoE 3,4 werden mit einer etwa um den Faktor 1,7 bis 2,4fach (ApoE 3,4) beziehungsweise bis zu elf Mal (ApoE 4,4) erhöhten Wahrscheinlichkeit damit in Verbindung gebracht, im Laufe des Lebens an Alzheimer (insbesondere Late-Onset-Alzheimer, also der späten Form) zu erkranken. Der Genotyp ApoE 2,3 wird dagegen mit einem verminderten Risiko für Alzheimer-Krankheit in Zusammenhang gebracht. Durch die Häufigkeit aller Polymorphismen in der Bevölkerung zählen die ApoE-Varianten zu den wohl einflussreichsten Variablen mit Einfluss auf das Alzheimerrisiko in späten Lebensabschnitten und wurden deswegen in den letzten Jahren auch sehr stark erforscht. Interessanterweise moduliert die ApoE-Variante nämlich auch andere Krankheitsrisiken entscheidend mit: während das Risiko für kardiovaskuläre Erkrankungen möglicherweise insbesondere bei jüngeren Frauen mit ApoE-4 ebenfalls etwas erhöht ist, geht diese Variante vermutlich mit einer deutlich verringerten, bis zu halbierten Wahrscheinlichkeit für verschiedene Krebserkrankungen einher, wie mehrere Studien herausfanden.
Im jüngeren Alter scheint die ApoE-4-Variante sogar besonders vorteilhaft zu sein, sie tragende Kinder überstehen eher Durchfallerkrankungen oder Unterernährung, junge bis mittelalte Erwachsene zeigen sogar verbesserte kognitive Leistungen und allgemein ist das Risiko für schwere Leberschädigungen infolge einer Hepatitis C stark herabgesetzt. Das starke Nord-Süd-Gefälle in Europa lässt auch eine Rolle des ApoE-4-Allels im Vitamin-D-Stoffwechsel vermuten. Möglicherweise sind ApoE-4-Träger also im jungen Alter sowie unter schlechten Ernährungs- und Hygienebedingungen bevorteilt und für bestimmte Krebsarten weniger empfänglich, bezahlen dies aber mit einem erhöhten Alzheimer- und Atherosklerose-Risiko. Für den Genotypen ApoE 3,4 ist die Lebenserwartung jedoch wohl nicht herabgesetzt, durchaus aber für den Genotypen 4,4.
Das Allel ApoE2 scheint ein Risikofaktor für die Entwicklung eines Vitamin-K-Mangels zu sein.

### Gen-Gen- und Gen-Lebensstil-Interaktionen
Dem großen Einfluss der ApoE-Varianten zum Trotz ist jedoch keine genetische Variante schicksalhaft mit dem Auftreten bestimmter Krankheiten verknüpft. So modulieren etwa auch weitere Gene wie GAB2, MTHFR und APP sowie der Lebensstil das persönliche Alzheimer-Risiko. So zeigten etwa isländische Studien, dass selbst hochbetagte ApoE-4,4-Träger keinerlei Symptome von Alzheimer entwickelten, wenn sie eine seltene genetische Variante (A673T) des Amyloid-Precursor-Proteins trugen Darüber hinaus gibt es Hinweise, dass Apoe-4-Träger zwar weniger gut auf Statine ansprechen, jedoch besser auf eine Lebensstiländerung und im Gegensatz zu Menschen ohne dieses Allel die Gabe von NSAR das Alzheimer-Risiko absenkt.

## Gesellschaftlicher Umgang
Kaum ein Gen steht unter so intensiver Forschung wie ApoE. Insbesondere in den USA erfuhren im frühen 21. Jahrhundert durch gesundheitsassoziierte Gen-Tests, etwa bei 23andMe, zahlreiche Menschen von ihrer genetischen Prädisposition für Morbus Alzheimer. Dies führte, weil etwa ein Viertel der weißen Bevölkerung mindestens ein ApoE 4 Allel trägt, zu hauptsächlich internetbasierten Selbsthilfegruppierungen beziehungsweise Informationsportalen, deren bekanntestes wohl ApoE4.info ist und auch von SNPedia empfohlen wird. Hier werden vor allem Forschungsergebnisse und verschiedene Lebensstileinflüsse diskutiert.